# 無暇精選輯
《無暇精選輯》（英語：The Immaculate Collection）是美國女歌手瑪丹娜於1990年11月份發行的首張精選輯，收錄了她自1983年至1990年的15首熱門單曲，以及兩首全新單曲。《無暇精選輯》在美國獲得亞軍，在英國則拿下9週冠軍，全美銷售突破1,100萬張，成為瑪丹娜繼1984年的《宛如处女》（英語：Like a Virgin）之後，第二張擁有的全美鑽石唱片。《無暇精選輯》也是史上最暢銷的個人精選輯，全球售出2,800萬張。

## 內容

### 收錄金曲
《屏息》是瑪丹娜在進入1990年代後首張推出的專輯，它雖然是張電影原聲帶，但裡面全部歌曲都是由瑪丹娜一人演唱，因此也算是個人專輯。《屏息》在1990年5月底推出，不到半年時間，《無暇精選輯》在唱片市場沒有心理預期下悄然推出，而這也是瑪丹娜首次未在專輯封面中採用自己的照片。瑪丹娜自1983年出道之後，就一直是排行榜上的常勝軍，她在1980年代共有19首單曲登上告示牌單曲榜TOP 20，其中TOP 5單曲高達16首，更包括了7首全美冠軍單曲，因此這張精選輯中所收錄的歌曲，全部都是歌迷們耳熟能詳的暢銷金曲。
《無暇精選輯》收錄的曲目順序按照發行時間排列，它們皆選自1983年《瑪丹娜》、1984年《宛如处女》、1986年《忠實者》以及1989年《宛如祈禱者》四張專輯當中。唯一一首例外的是〈為你瘋狂〉，這首電影主題曲出自《奪標27秒》（Vision Quest）電影原聲帶中，但瑪丹娜另一部電影《她是誰》（Who's That Girl）的主題曲和插曲則未收錄進本專輯。此外，〈跟上旋律〉是本專輯唯一一首沒有進入告示牌單曲榜的歌曲（因這首單曲並沒有在美國地區發行），但它是瑪丹娜的首支全英冠軍曲，其重要性不言而喻。〈風尚〉則是本專輯中唯一一首（不包含兩首全新單曲）在1990年代奪冠的歌曲，它收錄於1990年《屏息》電影原聲帶中。
1991年瑪丹娜在英國發行一張EP《The Holiday Collection》，這張只在英國上市的EP收錄四首單曲，分別為〈假日〉，以及三首未收錄進《無暇精選輯》的歌曲〈忠實者〉、〈她是誰〉和〈引發騷亂〉。其中電影主題曲〈她是誰〉是英美兩地的冠軍單曲，這也是瑪丹娜在1980年代所締造的7首冠軍單曲中，唯一一首沒有收錄進《無暇精選輯》的冠軍歌曲。

### 兩首新歌
《無暇精選輯》中的最後兩首曲目是全新單曲，首支主打單曲為〈證明我的愛〉，它亦是瑪丹娜在進入1990年代後第二首全美冠軍單曲。瑪丹娜將〈證明我的愛〉的音樂影片做成全球首創的《單曲錄影帶》方式來銷售，影片全部以黑白畫面呈現，內容涉及了同性戀、雙性戀、異裝癖以及性虐待等許多情色禁忌，因此美國MTV台宣布禁播瑪丹娜這支音樂影片，這是瑪丹娜首次被MTV台禁播音樂影片。但也因為音樂影片被禁，反而造成了它的《單曲錄影帶》在市場上熱銷，光是在美國一地，〈證明我的愛〉錄影帶銷售就高達4白金。
〈證明我的愛〉的音樂影片雖被禁播，但也讓它迅速造成娛樂話題，大大提升了這支單曲的知名度。這首單曲在1990年11月6日發行，隨即在1991年1月5日登上單曲榜兩週冠軍，成為瑪丹娜第9首美國冠軍單曲，單曲銷售數字逾百萬張，這也成為繼〈宛如祈禱者〉和〈風尚〉（雙白金）之後，瑪丹娜的第3首白金單曲。〈證明我的愛〉在榜中共停留了16週，在1991年終單曲排行中名列第21名。也正由於這支單曲的成績，連帶讓《無暇精選輯》的第二支單曲〈拯救我〉馬上受到矚目。
《無暇精選輯》中的第二首新單曲〈拯救我〉因為上一支冠軍單曲〈證明我的愛〉成功的出擊，已經造成了歌迷們對它的期待。但唱片公司卻未趁勝追擊，一直延至1991年2月底才發行〈拯救我〉單曲，只可惜時間延宕太久，電台點播率早已退燒，雖然這支單曲首度進入單曲榜就空降第15名，但最後只爬升到第9名，而且只停留了8週的時間就跌出榜外，創下了瑪丹娜單曲在榜內停留時間最短的紀錄。除了發行的時間間隔上一首單曲過久之外，這支單曲也沒有拍攝音樂影片來輔助銷售，這都是令〈拯救我〉無法打進單曲榜前五名的原因。

### 商業成績
《無暇精選輯》在1990年12月1日進入告示牌專輯榜，首週成績為第32名，並在1991年1月26日來到它最高成績第2名，但受阻於香草冰（Vanilla Ice）的16週冠軍專輯《To the Extreme》，《無暇精選輯》在專輯榜上只有拿下兩週亞軍，成為瑪丹娜第二張全美亞軍專輯。但《無暇精選輯》在榜內停留長達148週，停留榜內的時間在瑪丹娜所有專輯中排名第二，僅次於《瑪丹娜》的168週。《無暇精選輯》連續兩年都進入告示牌年終專輯榜中，1991年排名第8名，1992年排名第88名。
在市場銷售成績上，《無暇精選輯》在2023年5月被美國唱片業協會（RIAA）認證為銷售量超過1,100萬張的鑽石唱片，全球的總銷售量保守估計約2,800萬張，是史上銷量最高的單人歌手精選輯。另外，《無暇精選輯》的同名錄影帶在全美銷售數字也突破30萬卷（實際銷售數字突破45萬），1994年9月經RIAA認證為三白金。
在評價方面，音樂權威滾石雜誌給了這張精選輯滿分5顆星的極高評價，另外，該雜誌在2012年5月公佈的「500 Greatest Albums Of All Time」排行中，《無暇精選輯》名列第184位。
《無暇精選輯》在英國、澳洲和加拿大都得到第一名，在英國更寫下新紀錄，它在英國專輯榜榜首連續蟬連長達9週之久，締造女藝人新紀錄，瑪丹娜這項紀錄一共維持了21年，直至2011年才被愛黛兒的《21》以蟬連11週冠軍的成績超越了這項紀錄；而愛黛兒這張專輯最終合計拿下23週冠軍。《無暇精選輯》成為1990年英國最佳年度專輯，1990年代全英最佳專輯第7名，截至2021年為止，這張專輯在英國排行榜上共停留了359週，將近7年的時間。

## 曲目
| 曲序 | 曲目              | 词曲                                    | Producer(s)                         | 时长 |
| ---- | ----------------- | --------------------------------------- | ----------------------------------- | ---- |
| 1.   | Holiday           | Curtis Hudson Lisa Stevens              | John "Jellybean" Benitez            | 4:04 |
| 2.   | Lucky Star        | Madonna                                 | Reggie Lucas                        | 3:39 |
| 3.   | Borderline        | Lucas                                   | Lucas                               | 4:00 |
| 4.   | Like a Virgin     | Billy Steinberg Tom Kelly               | Nile Rodgers                        | 3:11 |
| 5.   | Material Girl     | Peter Brown Robert Rans                 | Rodgers                             | 3:53 |
| 6.   | Crazy for You     | John Bettis Jon Lind                    | Benitez                             | 3:45 |
| 7.   | Into the Groove   | Madonna Stephen Bray                    | Madonna Bray Shep Pettibone [a]     | 4:10 |
| 8.   | Live to Tell      | Madonna Patrick Leonard                 | Madonna Leonard                     | 5:19 |
| 9.   | Papa Don't Preach | Brian Elliot Madonna [b]                | Madonna Bray                        | 4:11 |
| 10.  | Open Your Heart   | Madonna Gardner Cole Peter Rafelson     | Madonna Leonard                     | 3:51 |
| 11.  | La Isla Bonita    | Madonna Leonard Bruce Gaitsch           | Madonna Leonard                     | 3:48 |
| 12.  | Like a Prayer     | Madonna Leonard                         | Madonna Leonard Pettibone [a]       | 5:51 |
| 13.  | Express Yourself  | Madonna Bray                            | Madonna Bray Pettibone [a]          | 4:04 |
| 14.  | Cherish           | Madonna Leonard                         | Madonna Leonard                     | 3:52 |
| 15.  | Vogue             | Madonna Pettibone                       | Madonna Pettibone Craig Kostich [c] | 5:18 |
| 16.  | Justify My Love   | Lenny Kravitz Ingrid Chavez Madonna [b] | Kravitz André Betts [d]             | 5:35 |
| 17.  | Rescue Me         | Madonna Pettibone                       | Madonna Pettibone                   | 5:31 |